# Cyrtophora leucopicta
Cyrtophora leucopicta là một loài nhện trong họ Araneidae.
Loài này thuộc chi Cyrtophora. Cyrtophora leucopicta được Arthur T. Urquhart. miêu tả năm 1890.